# Dicroglossidae
Họ Ếch nhái thực (tên khoa học: Dicroglossidae) là một họ động vật lưỡng cư trong bộ Anura. Họ này có 14-15 chi với 186 loài.

## Phân bố
Họ này phân bố ở khu vực nhiệt đới và cận nhiệt đới châu Phi và châu Á, trải rộng trong khu vực từ tây bắc và hạ Sahara ở châu Phi, miền nam bán đảo Ả Rập, Afghanistan, Pakistan, Ấn Độ tới Nepal, Malaya, Sri Lanka; về phía đông qua Nepal và Myanma tới tây và nam Trung Quốc, Đông Dương, các đảo thuộc thềm Sunda; Philippines; Nhật Bản. Có ghi nhận tại Papua New Guinea.

## Phân loại học
Họ Dicroglossidae trước đây được coi là một phân họ của họ Ranidae, nhưng địa vị như là một họ đã được thiết lập trong giai đoạn gần đây.
Khi được coi là một họ thì Dicroglossidae bao gồm các chi sau:
- Phân họ Dicroglossinae Anderson, 1871. Phạm vi phân bố rộng khắp trong khu vực phân bố của họ này cũng như được du nhập vào Guam.
  - Chi Allopaa Ohler & Dubois, 2006: 2 loài.
  - Chi Chrysopaa Ohler & Dubois, 2006: 1 loài.
  - Chi Euphlyctis Fitzinger, 1843: 7 loài.
  - Chi Fejervarya Bolkay, 1915 (gồm cả Minervarya Dubois, Ohler & Biju, 2001 và Zakerana Howlader, 2011[5]): 40 loài.
  - Chi Hoplobatrachus Peters, 1863: 5 loài.
  - Chi Limnonectes Fitzinger, 1843: 66 loài.
  - Chi Nannophrys Günther, 1869: 4 loài.
  - Chi Nanorana Günther, 1896: 28 loài.
  - Chi Ombrana Dubois, 1992: 1 loài.
  - Chi Quasipaa Dubois, 1992: 11 loài.
  - Chi Sphaerotheca Günther, 1859: 5 loài.
- Phân họ Occidozyginae Fei, Ye & Huang, 1990. Phân bố tại tây và nam Trung Quốc, Myanma, Thái Lan, Malaya, Việt Nam, Philippines, các đảo thuộc Đại và Tiểu Sunda xa tới đảo Flores.
  - Chi Ingerana Dubois, 1987: 4 loài
  - Chi Occidozyga Kuhl & Van Hasselt, 1822: 12 loài.

## Hình ảnh

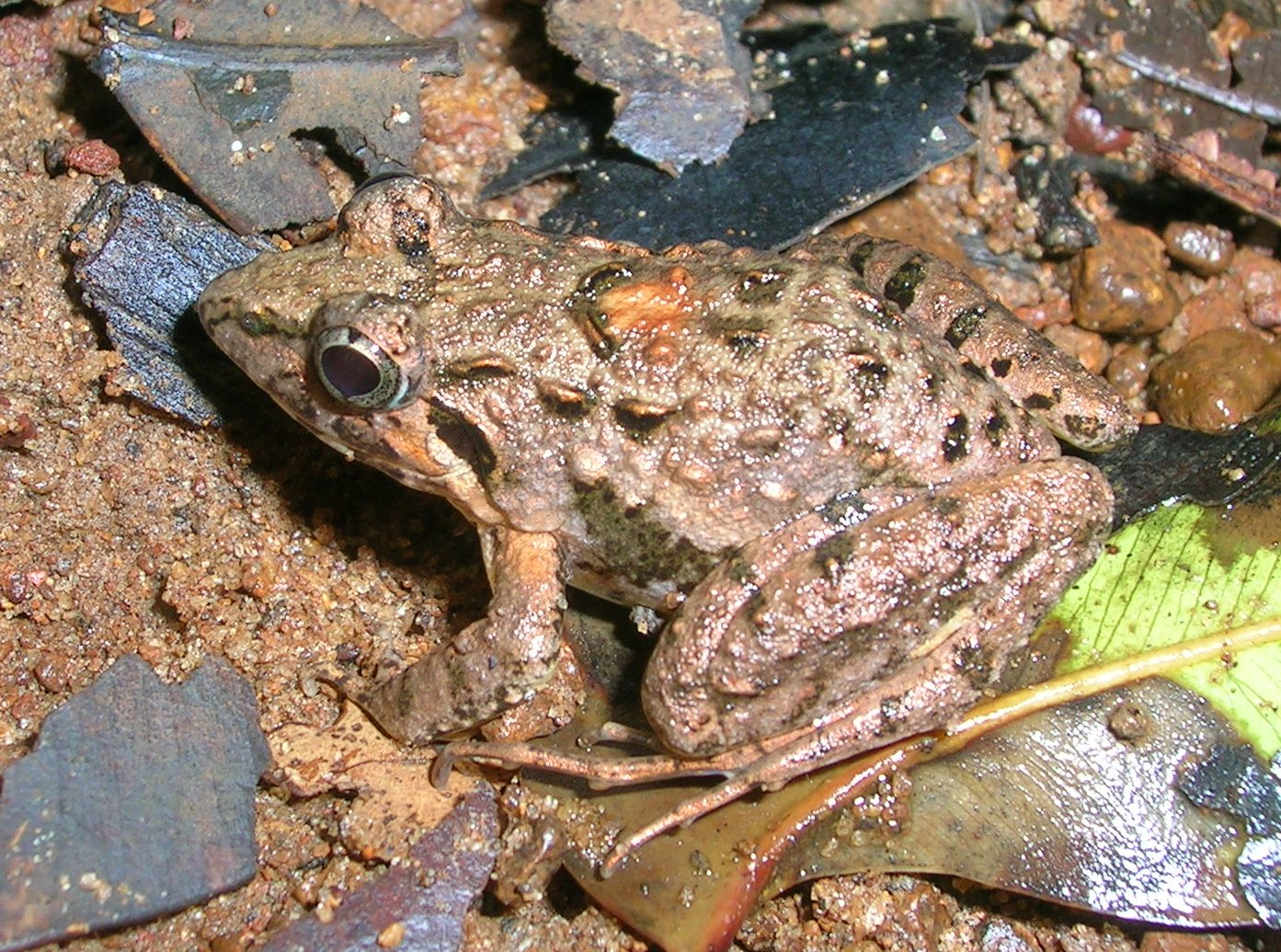
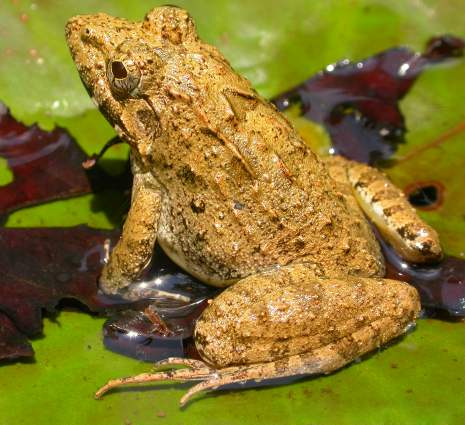
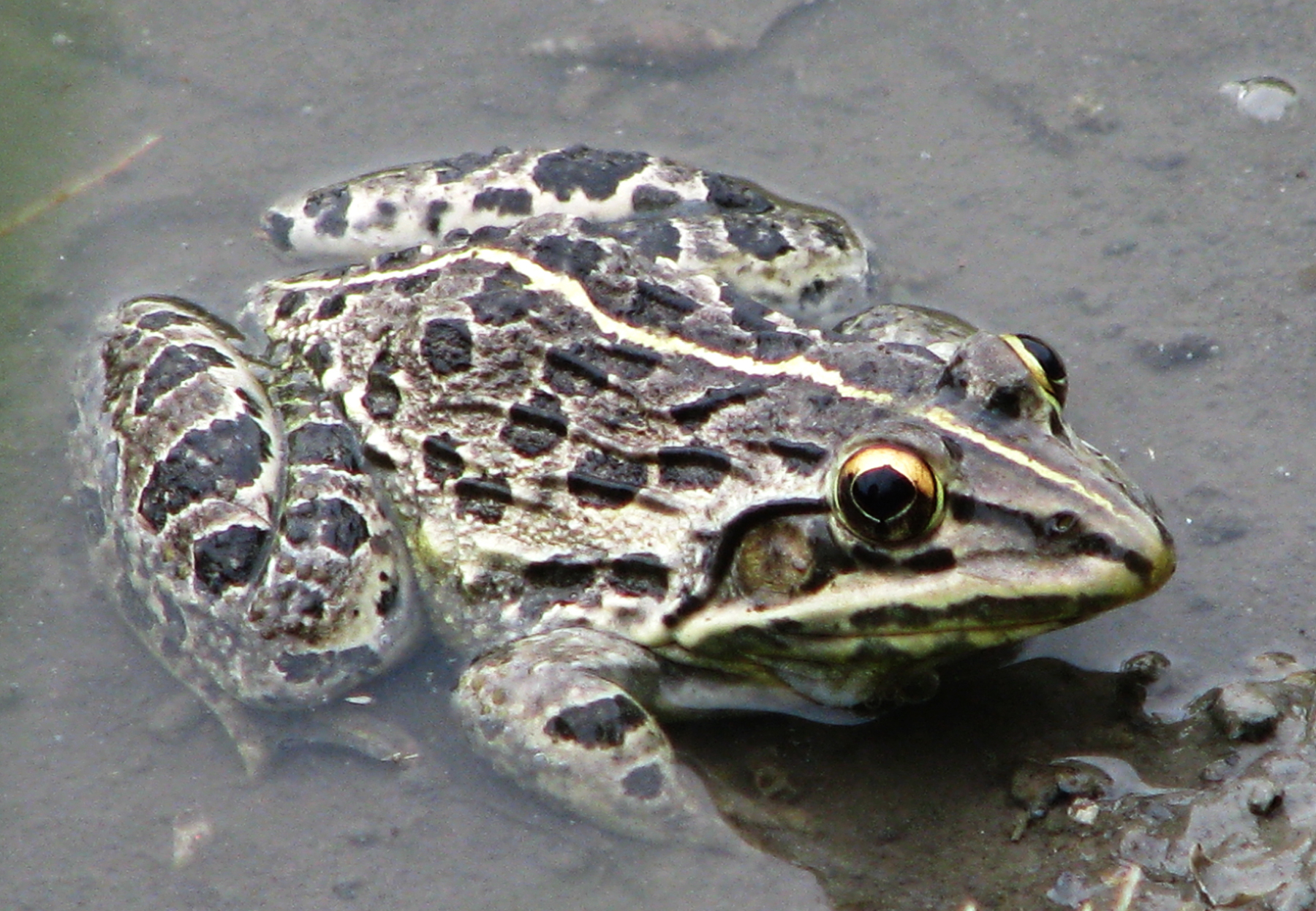